# Henry B. Sloman (Unternehmer)

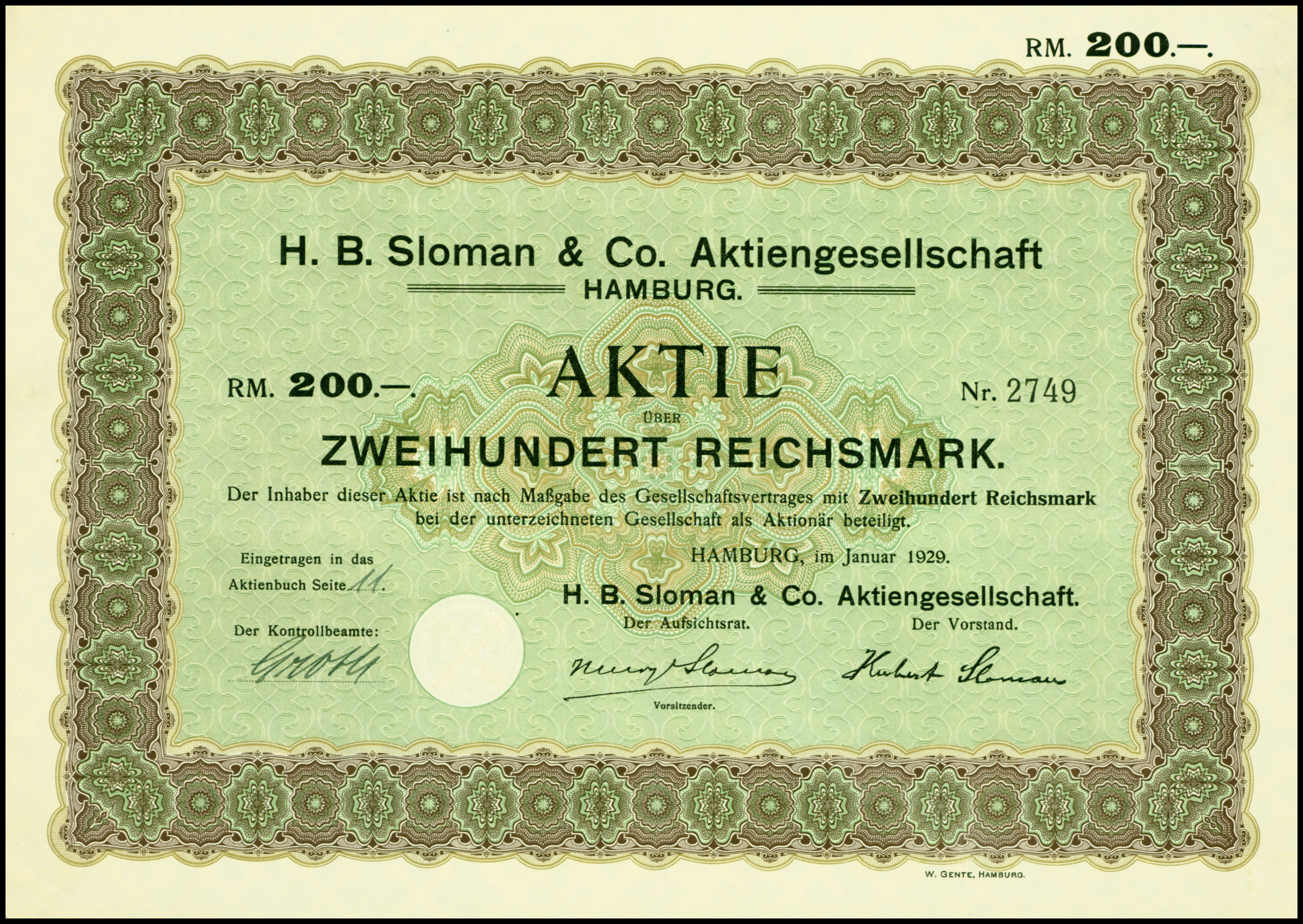
Aktie über 200 RM der Salpeterwerke H. B. Sloman & Co. AG vom Januar 1929

Henry Brarens Sloman (* 28. August 1848 in Kingston upon Hull; † 24. Oktober 1931 in Hamburg) war ein britisch-deutscher Unternehmer und Privatbankier. Vor und nach dem Ersten Weltkrieg galt er als bedeutender Importeur von Chilesalpeter aus seinen eigenen Minen in Chile. Dieses Geschäft machte ihn zum reichsten Menschen in Hamburg und verschaffte ihm den Beinamen „Salpeter-König“. Sloman gründete eine Bank und ließ in Hamburg das Chilehaus errichten, ein Kontorhaus im expressionistischen Stil.

## Leben und Werk
Henry B. Sloman war Sohn des Hamburger Kaufmanns John Miles Sloman (1788–1866), einem Bruder des ebenfalls in Hamburg tätigen Kaufmanns und Reeders Robert Miles Sloman (1783–1867). Seine Mutter Alwine von Bissing war Ziehtochter der Schriftstellerin Henriette von Bissing. Der Hamburger Jurist Henry B. Sloman (1812–1867) ist ein Namensvetter und Onkel. Seine Kindheit und Jugend verbrachte Sloman nach dem wirtschaftlichen Zusammenbruch des väterlichen Unternehmens bei seinem Hamburger Onkel, dem Kaufmann und Reeder Robert Miles Sloman jr. (1812–1900).
Nach Beendigung einer Schlosserlehre wanderte Sloman 1869 nach Chile aus. Seine Schwester Harriet hatte inzwischen seinen Jugendfreund Hermann Fölsch geheiratet, dessen Vater ihm das nötige Reisegeld lieh. Durch Fölsch bekam er eine Anstellung in Iquique und arbeitete später als Geschäftsführer für das Unternehmen Fölsch & Martin. 1881 heiratete er in Chile Renata Hilliger (1853–1929). Aus der Ehe gingen vier Kinder hervor: Adelaida (1881–1901), Enrique Juan (1883–1950), Ricardo Federico (1885–1983) und Alfred Herbert (1887–1935). 1892 gründete er seine erste Salpeter-Fabrik „Gute Hoffnung“ in Tocopilla. 1898 kehrte er als reicher Mann nach Hamburg zurück.
1912 wurde Sloman mit einem Vermögen von rund 60 Millionen Mark und einem jährlichen Einkommen von rund 3 Millionen Mark als mit Abstand vermögendste Person in Hamburg bezeichnet. 1924 gründete Sloman die Finanzbank AG aus der später die Sloman Bank KG wurde. 1976 wurde sie mit dem Bankhaus Hardy & Co. GmbH zur Hardy-Sloman Bank GmbH fusioniert, die 1981 von der Deutschen Länderbank AG übernommen wurde.

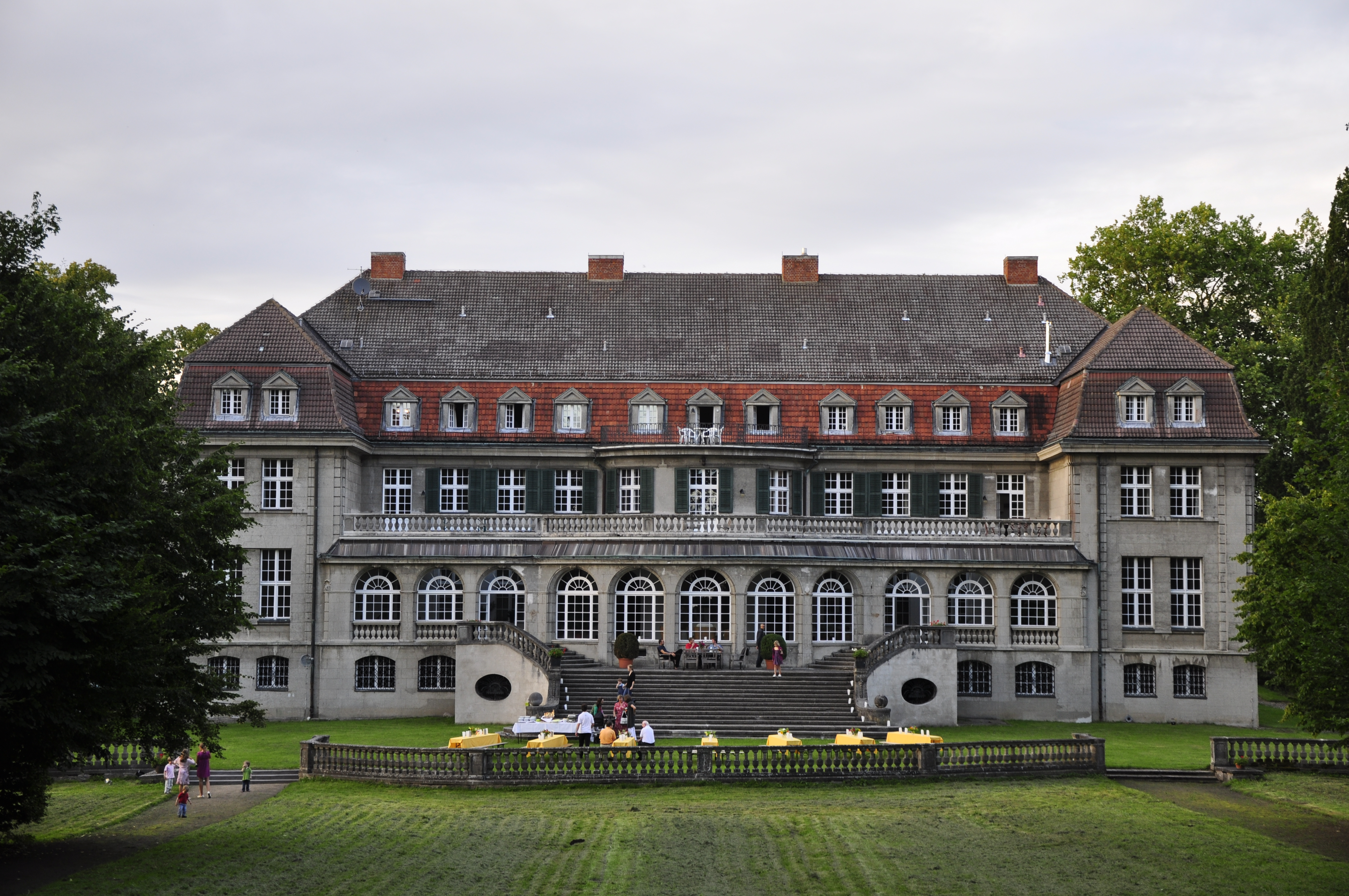
Slomans „Schloss“ auf Gut Bellin in Mecklenburg-Vorpommern (2010)

Sloman war der Bauherr des 1924 fertiggestellten Chilehauses in Hamburg und des Jagdschlosses Bellin in Mecklenburg. Er hatte das Gut Bellin als Altersruhesitz erworben; nach seinem Tod 1931 wurde er dort in einem Mausoleum beigesetzt. Seine Ehefrau Renata Sloman und ihre gemeinsame Tochter Adelaida wurden dort ebenfalls beigesetzt. Bei der Besetzung des Guts durch sowjetische Truppen wurden das Mausoleum und die Gräber zerstört.